# Жердівські статті
Жердівські статті — проєкт нової міждержавної угоди, запропонованої представниками козацької старшини Московському царству в жовтні 1659, після проголошення гетьманом Юрія Хмельницького, що передбачав фактично повну незалежність Гетьманщини та зведення до мінімуму її залежності від Московії.

## Основні положення
- Спадковість привілеїв і вільностей, наданих московитським урядом Богдану Хмельницькому у 1654.
- Заборона розміщувати московських воєвод в інших українських містах крім Києва
- Заборона гетьману звертатися з листами від імені Війська Запорозького без відома всієї старшини, власноручного гетьманського підпису і печатки. (Метою цього положення був захист гетьманської влади від звинувачень у «зраді» з боку бунтівників і авантюристів)
- Гетьману мають підкорятися усі полки з обох боків Дніпра
- Право Війська Запорозького обирати гетьманом того, хто йому подобається, без будь-якого стороннього втручання і тиску. Новообраний гетьман сам направляє послів до царя по затвердження
- Проголошення верховенства влади полковників в усіх українських містах
- Право гетьмана без будь-яких обмежень приймати іноземних послів
- Усе населення Війська Запорозького відтепер і назавжди перебуває у підпорядкуванні гетьмана й підлягає його суду
- Будь-які угоди із сусідніми Війську Запорозькому державами, і особливо Річчю Посполитою, Швецією і Кримським ханством, повинні укладатися в присутності комісара від Війська, який повинен мати право голосу й участі в переговорах
- Підтверджувалися усі «права и вольности и наданя», отримані усіма верствами, духовними та світськими з часів руських князів і королів Речі Посполитої
- Запровадження загальної амністії без будь-яких обмежень
- Підлеглість київського митрополита з усіма його церквами, монастирями та духовенством Константинопольському патріарху
- Київський митрополит мав обиратися духовенством і козацькою старшиною
- Вільне існування шкіл з будь-якою мовою навчання і заснування монастирів на обох берегах Дніпра